# Stewart McKimmie
Stewart McKimmie, né le 27 octobre 1962 à Aberdeen (Écosse), est un footballeur écossais, qui évoluait au poste de défenseur à Aberdeen et en équipe d'Écosse. 
McKimmie a marqué un but lors de ses quarante sélections avec l'équipe d'Écosse entre 1989 et 1996.

## Carrière
- 1982-1983 : Dundee FC
- 1983-1997 : Aberdeen FC
- 1997 : Dundee United

## Palmarès

### En équipe nationale
- 40 sélections et 1 but avec l'équipe d'Écosse entre 1989 et 1996.

### Avec Aberdeen
- Vainqueur du Championnat d'Écosse de football en 1984 et 1985.
- Vainqueur de la Coupe d'Écosse de football en 1984, 1986 et 1990.
- Vainqueur de la Coupe de la Ligue écossaise de football en 1986, 1990 et 1996.